# Гейсиха

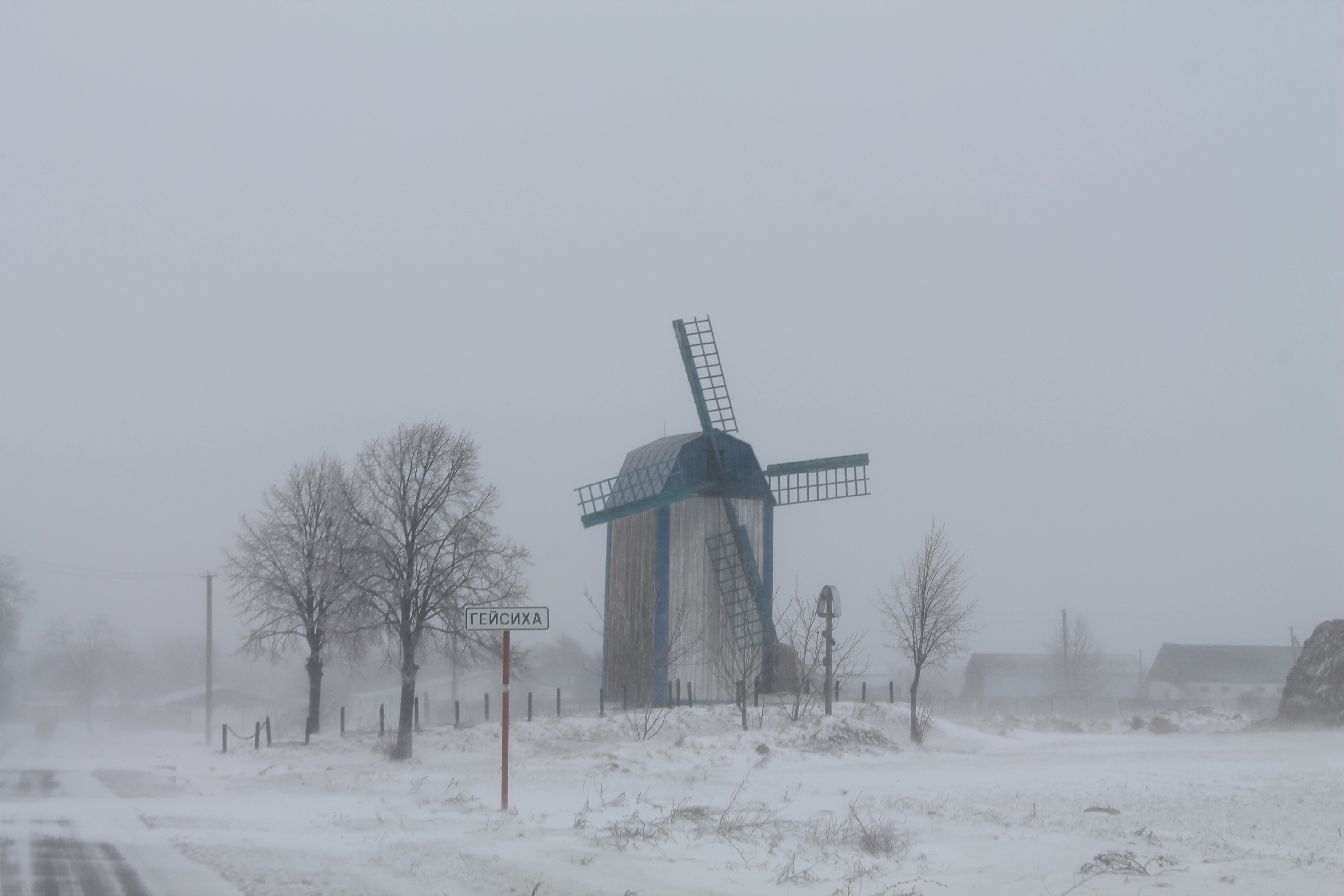
Вітряк Гейсиха

Ге́йсиха — село в Україні, в Ставищенській селищній громаді Білоцерківського району Київської області. Розташоване на обох берегах річки Гейсиха (притока Красилівки) за 10 км на південний схід від смт Ставище. Населення становить 1 069 осіб.

## Історія
Село було засновано 1670 року. За переказами, назва села походить від чумаків, які голосно гукали: «Гей, воли!», «Гей, воли!», «Гей, воли!», їдучи нерівною дорогою на цій місцевості. Вози ламалися, а деякі чумаки оселялися в цій місцині. І з часом вже виросло маленьке поселення, яке назвали Гейсиха.
Крім того, у селі Гейсиха поширене прізвище Розуменко. Інколи дівчина і хлопець одружуються з однаковими прізвищами, не маючи кревної родинності.

## Відомі люди
- Біденко Микола Миколайович (22 травня 1951 — 2 лютого 2016) — український поет-перекладач з польської, чеської мов.
- Гаврилюк Лідія Василівна (1902 — ?) — українська радянська діячка, вчителька Тростянецької середньої школи Тростянецького району Вінницької області, депутат Верховної Ради УРСР 2-го скликання.

## Галерея

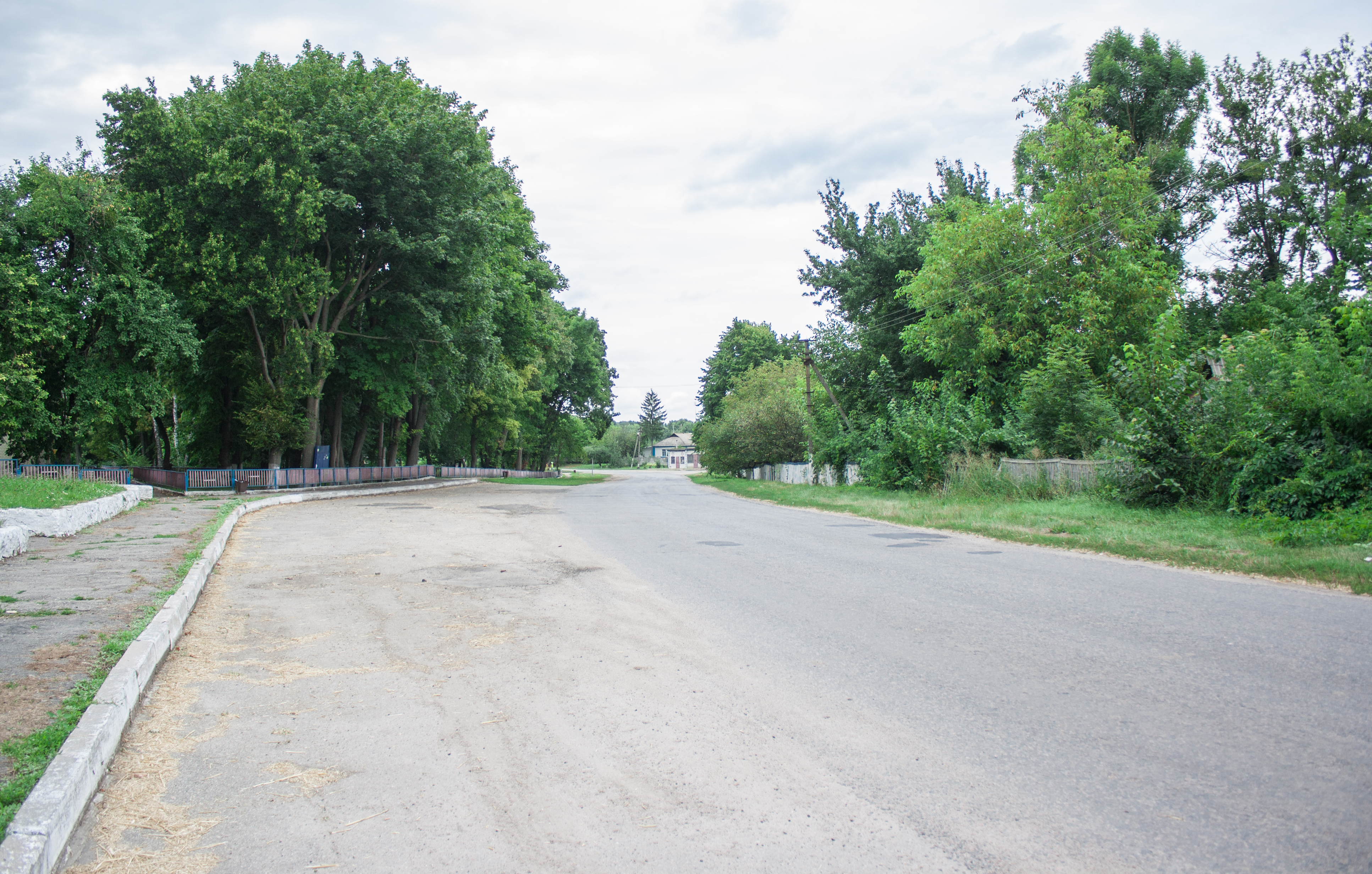
Вулиця Центральна
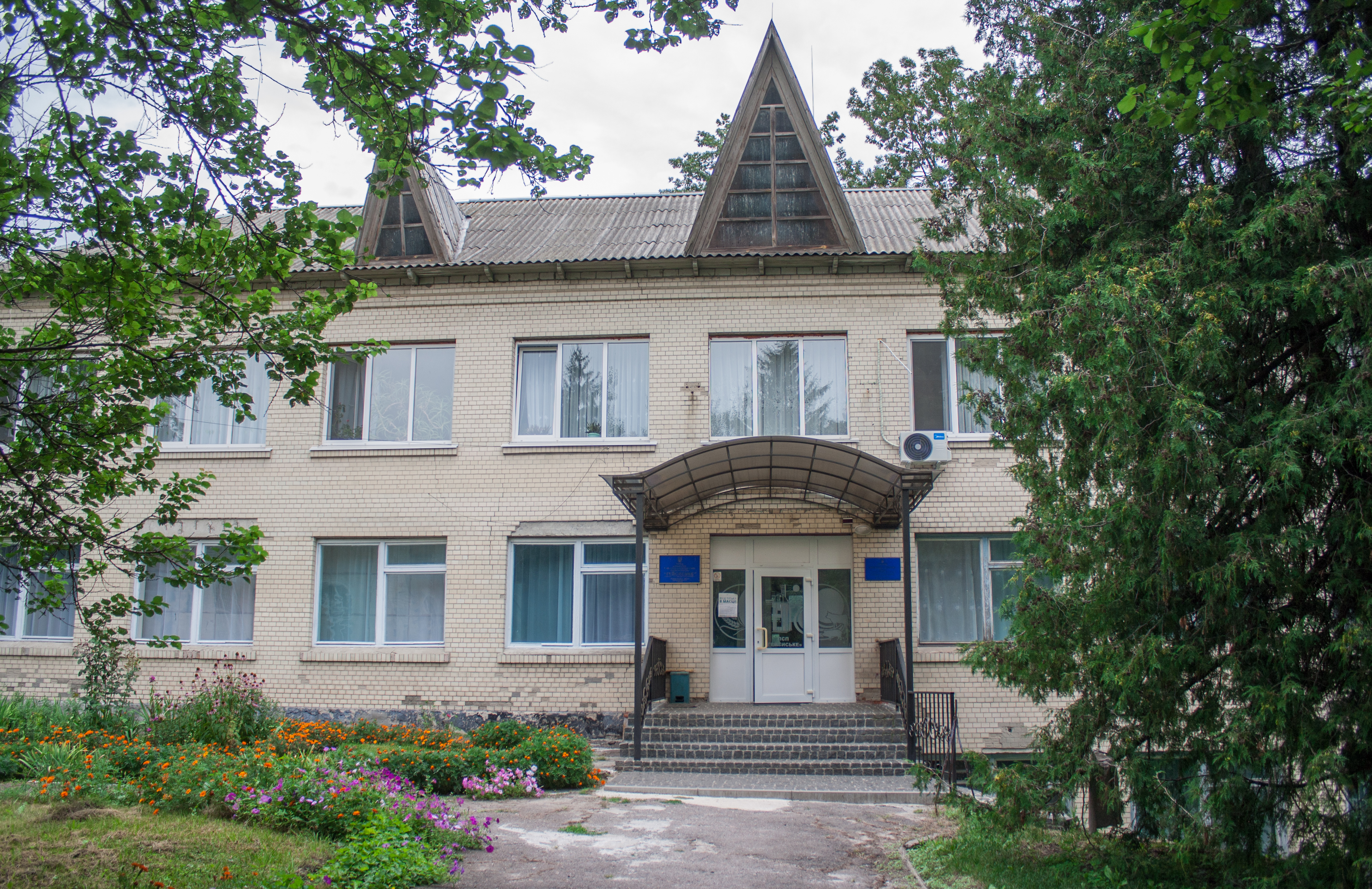
Сільська рада
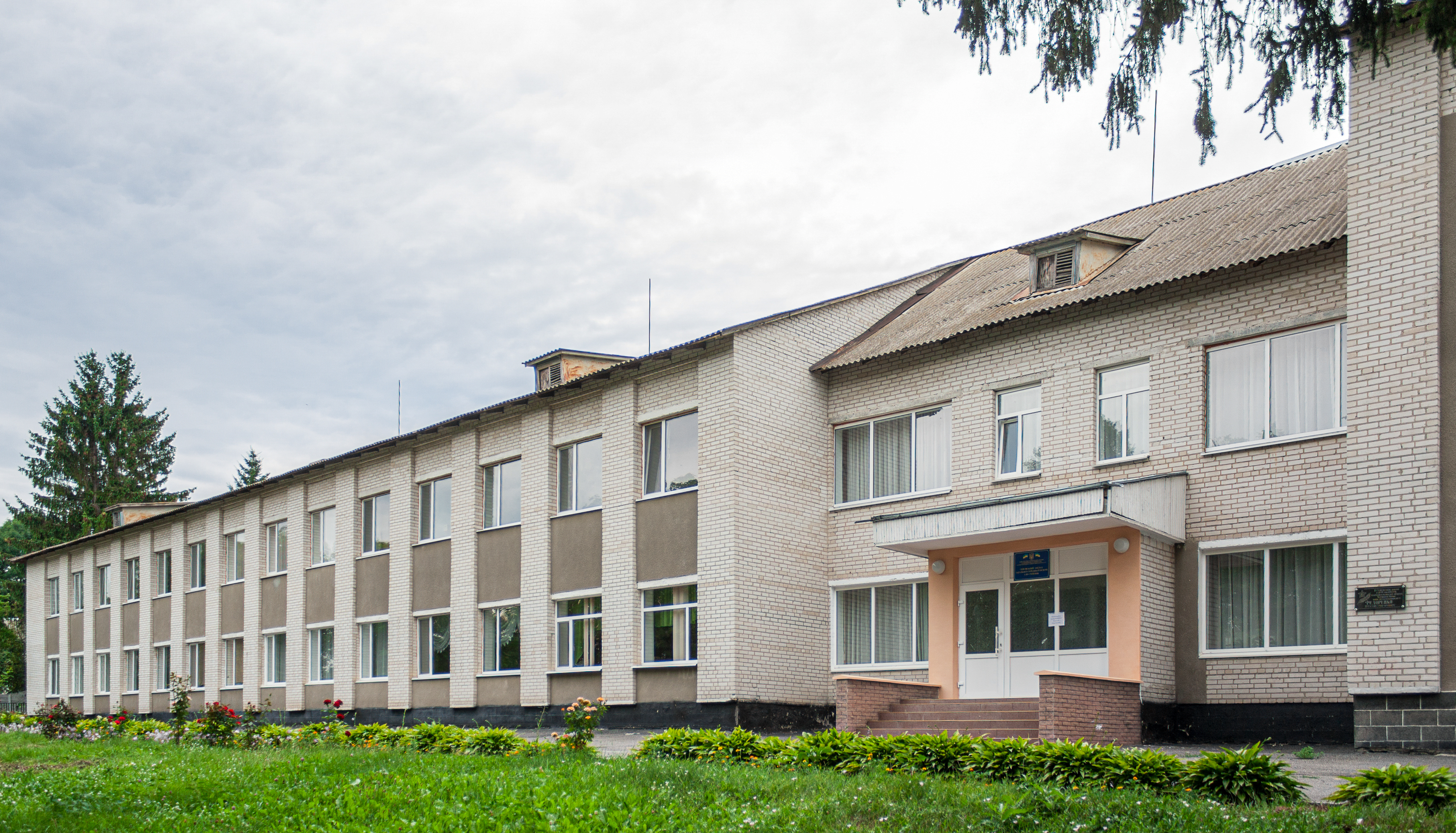
Школа
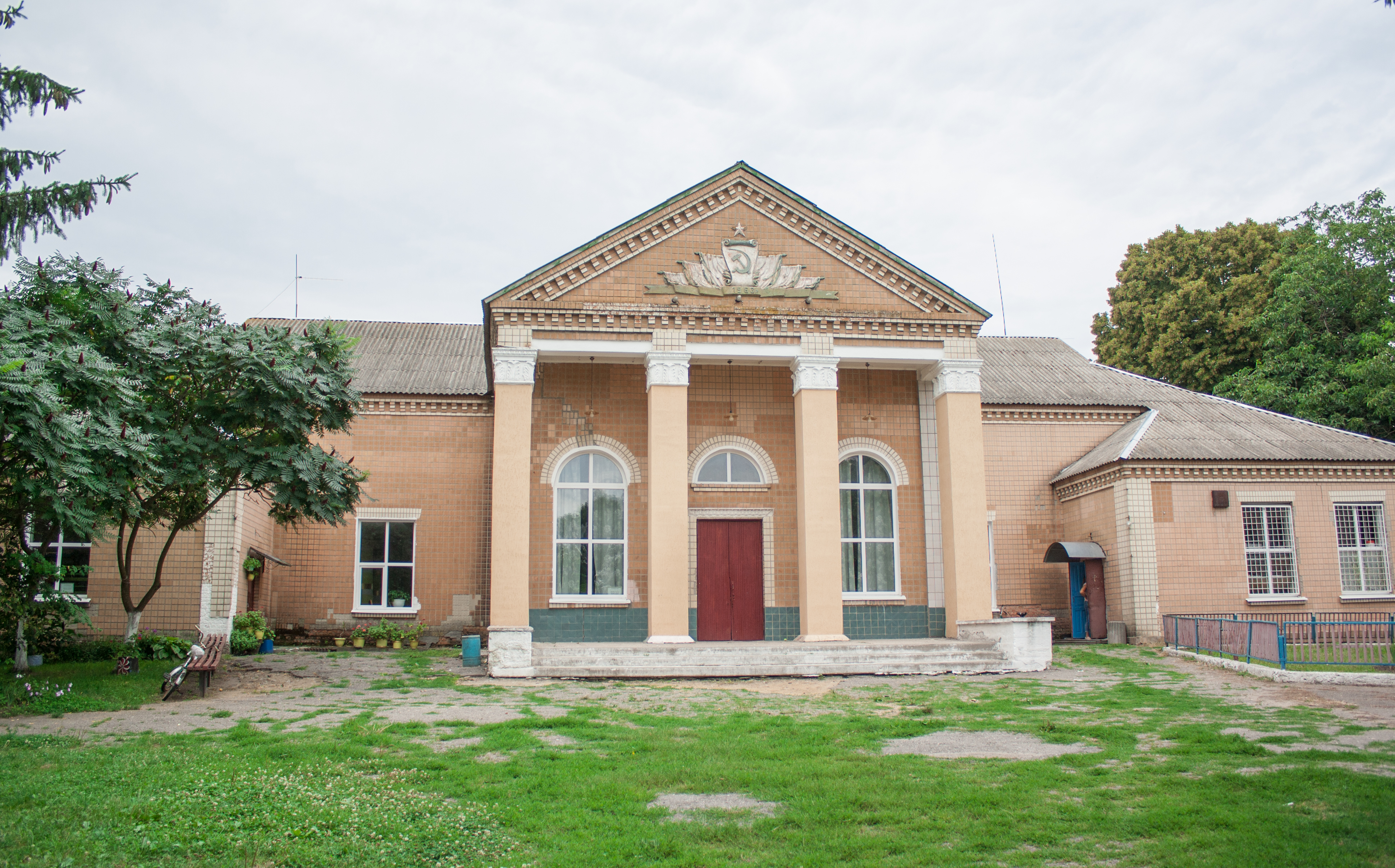
Будинок культури
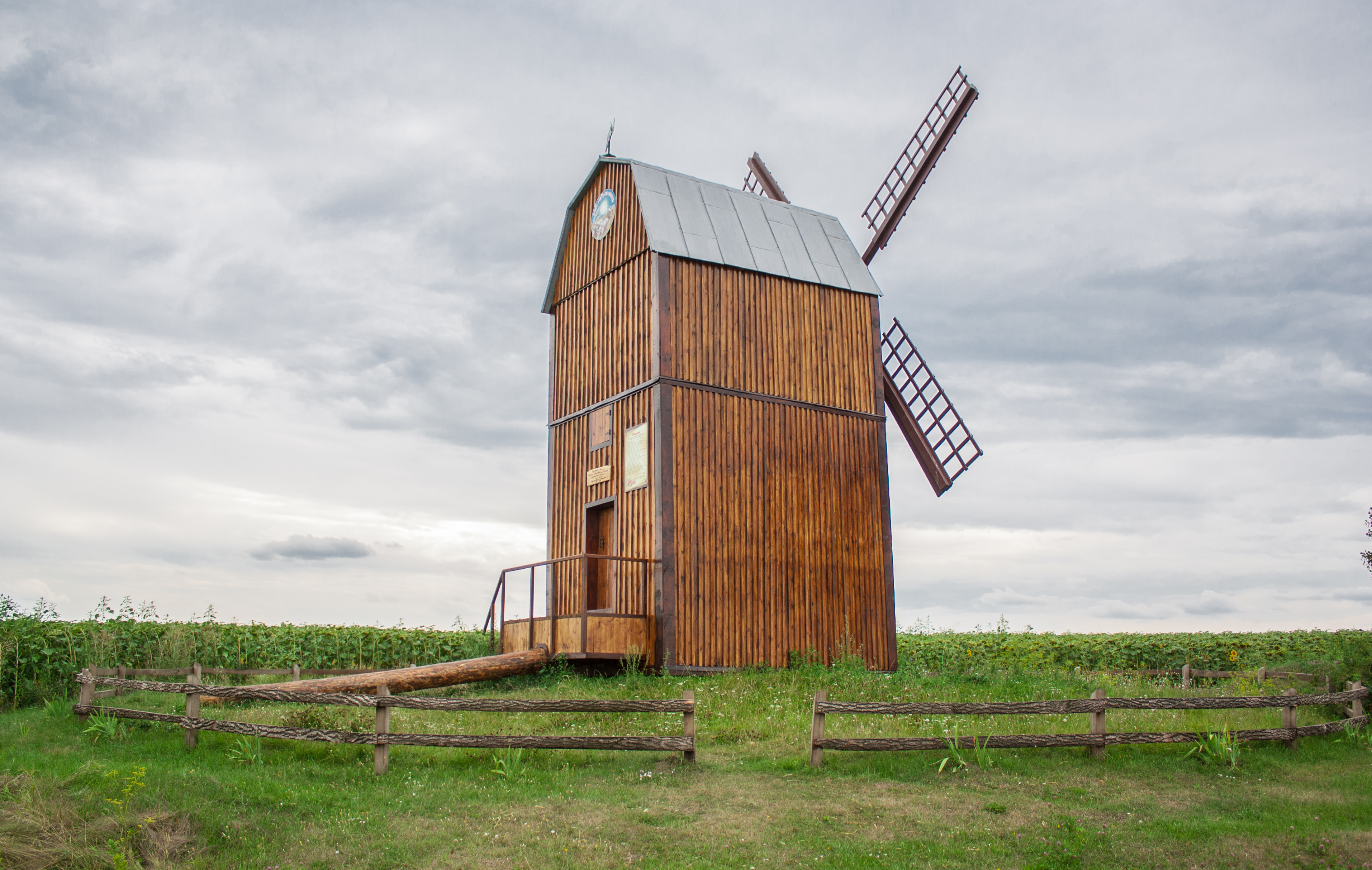
Дерев'яний вітряк (кін. XIX ст.)
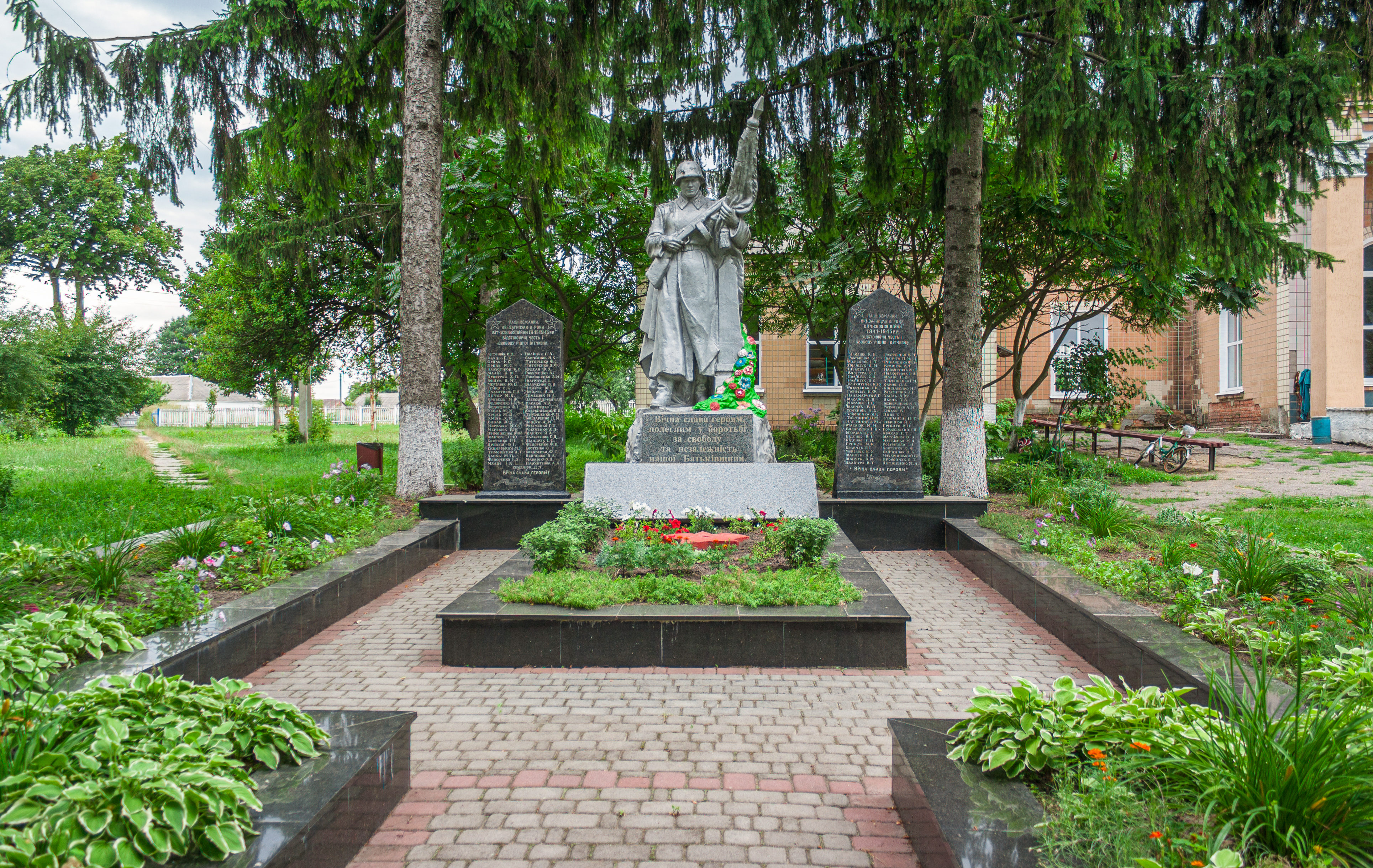
Пам'ятник воїнам–односельцям